# Steve Kaufmann
Pour les articles homonymes, voir Kaufmann.
 (mai 2024).
La mise en forme du texte ne suit pas les recommandations de Wikipédia : il faut le « wikifier ».
Les points d'amélioration suivants sont les cas les plus fréquents. Le détail des points à revoir est peut-être précisé sur la page de discussion.
- Les titres sont pré-formatés par le logiciel. Ils ne sont ni en capitales, ni en gras.
- Le texte ne doit pas être écrit en capitales (les noms de famille non plus), ni en gras, ni en italique, ni en « petit »…
- Le gras n'est utilisé que pour surligner le titre de l'article dans l'introduction, une seule fois.
- L'italique est rarement utilisé : mots en langue étrangère, titres d'œuvres, noms de bateaux, etc.
- Les citations ne sont pas en italique mais en corps de texte normal. Elles sont entourées par des guillemets français : « et ».
- Les listes à puces sont à éviter, des paragraphes rédigés étant largement préférés. Les tableaux sont à réserver à la présentation de données structurées (résultats, etc.).
- Les appels de note de bas de page (petits chiffres en exposant, introduits par l'outil «  Source ») sont à placer entre la fin de phrase et le point final[comme ça].
- Les liens internes (vers d'autres articles de Wikipédia) sont à choisir avec parcimonie. Créez des liens vers des articles approfondissant le sujet. Les termes génériques sans rapport avec le sujet sont à éviter, ainsi que les répétitions de liens vers un même terme.
- Les liens externes sont à placer uniquement dans une section « Liens externes », à la fin de l'article. Ces liens sont à choisir avec parcimonie suivant les règles définies. Si un lien sert de source à l'article, son insertion dans le texte est à faire par les notes de bas de page.
- La présentation des références doit suivre les conventions bibliographiques. Il est recommandé d'utiliser les modèles {{Ouvrage}}, {{Chapitre}}, {{Article}}, {{Lien web}} et/ou {{Bibliographie}}. Le mode d'édition visuel peut mettre en forme automatiquement les références.
- Insérer une infobox (cadre d'informations à droite) n'est pas obligatoire pour parachever la mise en page.

Pour une aide détaillée, merci de consulter Aide:Wikification.
Si vous pensez que ces points ont été résolus, vous pouvez retirer ce bandeau et améliorer la mise en forme d'un autre article.
Steve Kaufmann (né le 8 octobre 1945) est un polyglotte canadien et une personnalité Internet connu pour son contenu d'apprentissage des langues sur YouTube et la plateforme d'apprentissage des langues en ligne LingQ qu'il a cofondée.

## Biographie
Kaufmann est né en Suède en 1945 de parents juifs de Prostějov en Tchécoslovaquie, aujourd'hui Tchéquie. Ses parents parlaient tchèque et allemand. Il grandit à Montréal, au Canada, après que lui et sa famille y soient installés en 1951, alors qu'il a cinq ans,,.
En juin 1962, Kaufmann quitte son emploi dans la Construction et travaille à bord d'un paquebot allemand en échange d'un passage vers l'Europe. Après une semaine à Londres, il visite la Belgique, puis passe un an à Grenoble, en France. Il étudie la politique à l'Institut d'études politiques (Institut d'études politiques, communément appelé Sciences Po) et étudie le français à Paris,,,.
Il parcourt l'Europe en auto-stop et acquiert des compétences linguistiques de base en Espagne, en Italie et en Allemagne. Il rejoint ensuite le service diplomatique canadien, où il commence à apprendre le mandarin à Hong Kong à temps plein en 1969 et le parle couramment en un an.[Information douteuse] Lorsqu'il est réaffecté à l'ambassade du Canada à Tokyo au début des années 1970, il apprend le japonais.
Après son poste de délégué commercial, il utilise ses compétences linguistiques dans le commerce, vivant au Japon pendant neuf ans. Il apprend finalement davantage de langues, principalement plus tard dans sa vie.
Avec son fils Mark, Steve cofonde la plateforme d'apprentissage des langues LingQ en 2007.

## Activités
« La meilleure façon d’apprendre une langue est de l’ingérer massivement, en l’écoutant et en la lisant. L'écoute et la lecture sont si puissantes. Si vous pouvez lire les livres, vous connaissez la langue. Apprendre à connaître une langue prend beaucoup de temps et beaucoup d’interactions avec elle – et une grande partie de ce temps doit être passée par soi-même. Je pense qu'il vaut mieux travailler la compréhension et le vocabulaire sans pression pour reproduire la langue (en parlant). »—Kaufmann on language learning.

— Kaufmann en parlant d'apprentissage des langues.
Kaufmann apparaît lors de conférences pour parler de ses techniques et capacités d'apprentissage des langues. Il dispose également de chaînes de médias sociaux sur lesquelles il discute de l'apprentissage des langues,, principalement pour aider les apprenants.
Il est l'un des organisateurs fondateurs du Symposium polyglotte nord-américain. Il voyage pour apprendre des langues et a donné des interviews dans des langues maternelles à la télévision et sur YouTube, notamment en chinois (mandarin et cantonais), en Russe et en ukrainien. Il est un collaborateur régulier du Huffington Post.

## Apprentissage des langues
Kaufmann passe plus de 50 ans à étudier les langues. Il prône une immersion totale dans le processus d’apprentissage,. Il met l'accent sur l'absorption de la langue en lisant des textes et en ne se souciant pas des mots inconnus, estimant qu'ils s'acquièrent progressivement grâce à des lectures répétées. Bien qu'il préconise l'utilisation de techniques telles que les cartes mémoires pour mémoriser des mots difficiles, il passe la majeure partie de son temps d'apprentissage à écouter des locuteurs natifs et à lire. Il aime particulièrement lire des livres sur l'histoire du pays ou de la région de la langue qu'il apprend, écrits dans cette langue. Il préfère ne pas avoir d'horaire d'étude fixe et aime écouter du contenu dans ses langues cibles tout en effectuant d'autres tâches. Il estime que l’âge n’empêche pas l’apprentissage d’une nouvelle langue et que les personnes âgées peuvent apprendre des langues aussi bien que les plus jeunes. Il pense que les erreurs font naturellement partie du processus d’apprentissage et que les gens peuvent être considérés comme parlant couramment malgré leurs erreurs.
Kaufmann commence à apprendre le russe, sa neuvième langue, à l'âge de 60 ans. En 2024, il comprend 20 langues, bien que sa capacité à les parler et à écrire à un niveau très compétent varie considérablement. Il a déclaré qu'il écrivait rarement dans ces langues et que parler des langues qu'il n'avait pas utilisées depuis un certain temps pouvait être un défi au début.
Depuis mai 2023, Kaufmann parle ces langues à des degrés divers :
- Anglais
- Français
- Mandarin
- Cantonais
- Japonais
- Coréen
- Russe
- Suédois
- Allemand
- Italien
- Espagnol
- Portugais
- Ukrainien
- Tchèque
- Slovaque
- Roumain
- Polonais

Il a également appris un peu de grec et de turc et apprend actuellement l'arabe et le persan. En 2024, il a déclaré qu'après avoir étudié le turc, il se concentrerait sur l'arabe et le persan, et passerait du temps à écouter des séries télévisées arabes et des informations d'Al Jazeera, et à lire des livres sur l'histoire arabe et persane.
Stephen Krashen, éminent spécialiste de l'acquisition du langage, a étudié l'approche de l'apprentissage de Kaufmann et celle d'autres polyglottes tels que Kató Lomb. Krashen revendique le succès de Kaufmann et d'autres polyglottes comme un soutien indépendant à ses propres idées sur l'apprentissage d'une langue seconde, et considère l'approche de Kaufmann comme un modèle pour les autres apprenants de langues. Il a félicité Kaufmann comme étant " vraiment bon, sans aucun doute" et l'a décrit comme "mon thérapeute du langage, qui m'aide",.

## Vie privée
Steve Kaufmann est le père du politologue Eric Kaufmann et du joueur de hockey sur glace Marc Kaufmann.
a. Dans une vidéo sur Youtube, Kaufmann dit que octobre 8 est son anniversaire. Dans The Linguist: A Personal Guide to Language Learning (Le linguist: Un manuel personal pour apprendre les langues) il dit que il est né en 1945.